# Diacanthoidea diacanthos
Diacanthoidea diacanthos är en insektsart som först beskrevs av Haan 1842.  Diacanthoidea diacanthos ingår i släktet Diacanthoidea och familjen Diapheromeridae. Inga underarter finns listade i Catalogue of Life.